# Cipsoft
Cipsoft GmbH är ett tyskt datorspelsföretag. Företaget startades 2001 av Stephan Börzsönyi, Guido Lübke, Ulrich Schlott och Stephan Vogler. Kontoret ligger i Regensburg i Tyskland. CipSoft GmbH skapade det populära MMORPG-spelet Tibia och i maj 2003 släppte de även sitt andra spel och det första MMORPG-spelet till mobiltelefonen, TibiaME.
Innan det bildades som ett företag hette gruppen CIP team.